# Àïxa bint Abi-Bakr
Àïxa bint Abi-Bakr (àrab: عائِشة بنت أبي بكر, ʿĀʾixa bint Abī Bakr) (613/14 - 678) fou una de les esposes del profeta Muhàmmad. Als escrits islàmics el seu nom sovint apareix precedit pel títol d'Umm-al-Muminín o ‘Mare dels Creients’ (en àrab أم المؤمنين, Umm al-Muminīn).
Les fonts tradicionals afirmen que Àïxa es va casar amb Muhàmmad a l'edat de sis anys, però va romandre a casa dels seus pares fins als nou anys, quan el matrimoni amb el Profeta, que aleshores tenia 53 anys, es va consumar (at-Tabarí, però, afirma que Àïxa tenia aleshores deu anys).
Segons la tradició sunnita, Àïxa va tenir un paper molt important a la història de l'islam, tant en vida del Profeta com després de la seva mort: va ser una figura activa en molts d'esdeveniments i un important testimoni de molts altres, contribuint al creixement, desenvolupament i descripció de l'islam, i constituint un model a seguir per a la resta de musulmans. També se la considera una important consultora religiosa i política.
Després de la mort de Muhàmmad, Àïxa es va involucrar en la continuació del seu missatge, estant present a través dels regnats dels quatre primers califes. El seu pare, Abu-Bakr as-Siddiq, fou el primer califa a succeir a Muhàmmad. Durant el regnat del tercer califa, Uthman ibn Affan, Àïxa va encapçalar una revolta per no aprovar certes pràctiques seves. Durant el regnat d'Alí ibn Abi-Tàlib, Àïxa va voler venjar la mort d'Uthman en l'anomenada batalla del Camell, on va participar tot donant discursos i viatjant a la rereguarda de les tropes a lloms d'un camell. Àïxa va acabar perdent la batalla però, segons la tradició, la seva participació i determinació van provocar una gran impressió.

## Infància i joventut
Àïxa va néixer a finals de l'any 613 o principis de 614 a la ciutat de la Meca. Era filla d'Umm-Ruman i d'Abu-Bakr as-Siddiq, dos dels companys de més confiança de Muhàmmad. Fou la tercera i més jove esposa de Muhàmmad. Una de les seves primeres trobades es va donar quan Muhàmmad la va trobar «plorant amargament» perquè els seus pares l'havien alliçonat. Muhàmmad es va veure afectat per les seves llàgrimes i, en un esforç perquè ella deixés de plorar, li va demanar a la seva mare que fos «amable amb la nena pel seu propi bé».

### Edat en casar-se
Segons les fonts tradicionals, Àïxa tenia entre sis i set anys quan es va casar amb Muhàmmad, i nou anys quan el matrimoni va ser consumat. No obstant, aquestes fonts no ofereixen molta més informació sobre els anys d'infantesa d'Àïxa.
La historiadora nord-americana Denise Spellberg afirma que «aquestes específiques a l'edat de la núvia reforcen l'estat premenarquia d'Àïxa i, implícitament, la seva virginitat». Els primers musulmans consideren la joventut d'Àïxa com una demostració de la seva virginitat i, per tant, la seva idoneïtat com a esposa de Muhàmmad. Aquesta qüestió de la virginitat fou de gran importància per aquells que van donar suport a la posició d'Àïxa al debat de la successió de Muhàmmad. Aquests partidaris consideren que, com l'única esposa verge de Muhàmmad, Àïxa fou divinament escollida per a ell.

## Vida personal

### Relació amb Muhàmmad
A la tradició musulmana, Àïxa és descrita com l'esposa més estimada i afavorida de Muhàmmad després de la seva primera esposa, Khadija bint Khuwàylid, que va morir abans de la migració cap a Medina. Hi ha diversos hadits, o dites de Muhàmmad, que donen suport a aquesta creença. Un d'ells fa referència al fet que quan un company va preguntar a Muhàmmad «¿Qui és la persona que més estimes en el món?», Muhàmmad va respondre: «Àïxa». Altres expliquen que Muhàmmad va construir l'apartament d'Àïxa perquè la porta s'obrís directament cap a la mesquita i ella fou l'única dona amb la qual Muhàmmad va rebre revelacions, ambdós es banyaven a la mateixa aigua i ella jeia davant de Muhàmmad mentre aquest pregava.
També existeixen diverses tradicions que demostren l'afecte mutu entre Muhàmmad i Àïxa. Ell solia seure mentre l'observaba jugar amb les seves amigues i, de vegades, ell també hi jugava. A més, estaven tan connectats que eren capaços de percebre l'estat d'ànim l'un de l'altre. També és important mencionar que Muhàmmad no es considerava superior a Àïxa, almenys no prou com per a evitar que Àïxa digués el que pensava encara amb risc de fer-lo enfadar. En un d'aquests casos, davant l'anunci que Muhàmmad havia rebut una revelació que li permetia contraure matrimonis no permesos a altres homes, ella li va replicar: «Em sembla que el Senyor s'ha afanyat a satisfer el teu desig!». D'altra banda, la parella tenia una forta relació intel·lectual. Muhàmmad valorava la seva aguda memòria i intel·ligència i va donar ordre als seus companys que emulessin algunes de les pràctiques religioses de la seva dona.
La relació entre Àïxa i Muhàmmad va arribar a ser tensa en alguna ocasió. En una d'aquestes ocasions, Muhàmmad va deixar a Àïxa al llit i va anar al cementiri a pregar pels morts. Àïxa va seguir a Muhàmmad, però en adonar-se que es trobava tacada va marxar cap a casa seva. Quan Muhàmmad va arribar a l'habitació d'Àïxa, la va trobar estirada al llit i li faltava l'aire. Estava disgustat amb ella i, després d'una breu conversa, hi va haver un punt que es podria considerar com a violència domèstica. Segons els registres musulmans, Muhàmmad li va preguntar a Àïxa: «¿Ha estat la foscor de la teva ombra el que he vist davant meu?», ella respongué que si, ell la va colpejar al pit provocant-li dolor i li va dir: «¿Creus que Déu i el seu apòstol et tractarien malament?».

### Acusació d'adulteri
La història de l'acusació d'adulteri imposada contra Àïxa es pot remuntar a la sura An-Nur de l'Alcorà. Segons explica la història, Àïxa va abandonar la seva hawda amb el fi de cercar un collaret que havia perdut. Els seus esclaus varen muntar el «palanquí» i el van preparar per al viatge sense notificar cap diferència en el pes sense la presència d'Àïxa, per tant, la caravana va partir accidentalment sense ella. Ella va romandre al campament abandonat l'endemà, quan Safwan ibn al-Muàttal (un nòmada membre de l'exèrcit de Muhàmmad) la va trobar i la va portar de tornada cap al campament militar on l'esperava Muhàmmad. En aquell moment Abd-Al·lah ibn Ubay, Hassan ibn Thàbit, Mistah ibn Uthatha i Hammana bint Jahx (germana d'una de les esposes de Muhàmmad) varen propagar el rumor sobre una suposada relació adúltera entre Àïxa i Safwan. Ussama ibn Zayd (fill de Zayd ibn Hàritha) va defensar la reputació d'Àïxa, però Alí va recomanar a Muhàmmad que se'n divorciés. Muhàmmad va decidir visitar a Àïxa i parlar amb ella sobre els rumors. Seguia assegut a casa d'Àïxa, quan va rebre una revelació divina que confirmava la innocència de la seva esposa. La Sura 24 detalla les lleis i càstigs sobre l'adulteri i les calúmnies. Els acusadors d'Àïxa van ser sotmesos a un càstig de 80 fuetades.

### Història de la mel
Després de la pregària diària de la tarda, Muhàmmad anava a visitar cadascun dels apartaments de les seves esposes per a preguntar sobre el seu benestar. Una vegada, la cinquena esposa, Zàynab bint Jahx, va rebre mel d'un familiar i al Profeta li agradà molt aquesta mel. Com a resultat d'això, cada cop que Zàynab li oferia mel ell passava més temps en el seu apartament. Això no els va semblar bé ni a Àïxa ni a Hafsa bint Úmar (cal assenyalar que oferir mel era una metàfora àrab comú per «tenir relacions sexuals»). És possible que la molèstia d'Hafsa i Àïxa no tingués res a veure amb la mel literal. Així que Hafsa i Àïxa van acordar mútuament que si ell visitava a qualsevol de les dues, li dirien: «Sembla que has menjat maghàfir (una mena de resina que fa mala olor), perquè fas olor de maghàfir». Així ho van fer i ell va contestar: «No, però estava bevent mel a casa de Zàynab, filla de Jahx, i mai més no la tornaré a prendre. He fet un jurament i no ho hauries de dir a ningú». Poc després d'aquest fet, Muhàmmad va anunciar que havia rebut una revelació en la qual se li va dir que podia menjar qualsevol cosa permesa per Déu.

### Mort de Muhàmmad
Àïxa va ser l'esposa preferida de Muhàmmad durant tota la seva vida. Quan ell es va posar malalt i sospitava que es moriria, va demanar a les seves esposes que el deixessin romandre al costat d'Àïxa. Es va quedar a l'apartament d'Àïxa fins a la seva mort i va prendre el seu últim sospir entre els braços d'aquesta, la seva esposa més estimada.

## Carrera política
Després de la mort de Muhàmmad, que va posar fi a un matrimoni de 10 anys entre ell i Àïxa, aquesta va viure cinquanta anys més a Medina. Gran part del seu temps el va dedicar a adquirir coneixements de l'Alcorà i de la Sunna de Muhàmmad. Àïxa era una de les tres esposes (les altres dues són Umm Salama i Hafsa) que van ser capaces de memoritzar l'Alcorà. Com Hafsa, Àïxa tenia el seu propi Alcorà després de la mort de Muhàmmad.
Durant la vida d'Àïxa començaren molts costums prominents de l'islam, com l'ús de l'hijab i la reclusió de la dona. La importància d'Àïxa a la revitalització de la tradició àrab i el lideratge entre les dones àrabs destaca a l'islam. Àïxa s'involucrà a la política de l'incipient Islam i a la dels tres primers califats. Durant un temps en què no s'esperava que les dones contribuïssin fora de la llar, Àïxa va pronunciar discursos públics, s'involucrà directament a la guerra, va lluitar a batalles i ajudà als homes i dones a comprendre les pràctiques de Muhàmmad.

### Activitat política durant els califats

#### Rol durant el primer i segon califat
Després de la mort de Muhàmmad, l'any 632, Abu-Bakr as-Siddiq fou anomenat califa. Aquest va tenir dos avantatges en l'assoliment del seu nou paper: la seva amistat personal amb Muhàmmad i el seu paper com a sogre. Com a califa, Abu Bakr, va ser el primer a establir directrius per la nova posició d'autoritat.
Àïxa, com esposa de Muhàmmad i filla d'Abu-Bakr as-Siddiq, va obtenir un especial privilegi a la comunitat musulmana. Se li atorgà el títol d'«as-Siddiqa bint as-Siddiq» que significa «la dona veraç, filla de l'home veraç».
L'any 634, Abu Bakr es va posar greument malalt i no es va poder recuperar. Abans de morir, va nomenar Úmar ibn al-Khattab (un dels seus consellers i company de Muhàmmad) com el seu successor. Àïxa va continuar jugant el paper de consultora en temes polítics durant el regnat del segon califa.

#### Rol durant el tercer califat
Després de la mort del califa Úmar ibn al-Khattab, Uthman ibn Affan va ser escollit per ser el tercer califa. Uthman volia promoure els interessos de la família omeia. Àïxa va tenir poca participació durant els dos primers anys del regnat d'Uthman, però finalment es va veure obligada a tornar a involucrar-se a les intrigues polítiques. La seva oposició vers Uthman es va fer patent quan va maltractar i colpejar a Ammar ibn Yasir, un company de Muhàmmad. Àïxa es va enfadar i va parlar públicament dient: «Quan heu oblidat les pràctiques del Profeta? Els seus cabells, la seva camisa i les seves sandàlies encara no han mort!».
El regnat d'Uthman va empitjorar quan Egipte es trobava governat pel governador Abdullah ibn Saad. Abbott explica que Muhàmmad ibn Abi-Hudhayfa, un opositor d'Uthman, va escriure unes cartes conspiradores firmant amb el nom de la «Mare dels Creients». En rebre les cartes, la gent de la comunitat musulmana va tallar l'aigua i els subministraments a Uthman. Quan Àïxa observà aquest comportament no es podia creure que «oferissin aquestes indignitats a una vídua de Muhàmmad». Això es refereix a quan Safiyya bint Huyayy (una de les esposes de Muhàmmad) va tractar d'ajudar Uthman i fou arrossegada per una multitud enfurismada. Llavors Màlik al-Àixtar va acusar Àïxa de voler assassinar el califa i també la va acusar de ser una de les autores de les cartes conspiradores, però ella va dir que «mai voldria ordenar el vessament de sang dels musulmans i del seu imam», també va negar la seva participació en l'escriptura de les cartes. La població de la ciutat de Medina va continuar oposant-se a Uthman i el viatge d'Àïxa a la ciutat de la Meca es trobava cada cop més proper. Uthman va saber que ella no volia fer-li mal i li va pregar que es quedés a Medina a causa de la seva influència sobre la comunitat musulmana, però no la va convèncer i ella va continuar amb el seu pelegrinatge.

#### Labatalla del Camell
L'any 655 el califa Uthman ibn Affan fou assassinat, cosa que va provocar la Primera Fitna. Els rebels van proposar Alí ibn Abi-Tàlib com a quart califa i legítim successor de Muhàmmad, en ser el seu gendre.
Àïxa, juntament amb un exèrcit encapçalat per az-Zubayr ibn al-Awwam i Talha ibn Ubayd-Al·lah, es va enfrontar a l'exèrcit d'Alí, exigint l'enjudiciament dels assassins d'Uthman que es barrejaven amb el seu exèrcit als afores de la ciutat de Basorah. La batalla va esdevenir i l'exèrcit d'Àïxa fou derrotat, Àïxa dirigia les seves forces militars sobre un palanquí sobre un camell, per això aquesta batalla es diu Batalla del Camell.
Àïxa i Alí varen pactar una reconciliació. Ell la va enviar de tornada cap a Medina acompanyada per una escorta militar, guiada pel seu germà Muhàmmad ibn Abi-Bakr, un dels comandants d'Alí. Posteriorment, Àïxa es va retirar a Medina sense tornar a interferir en els afers de l'Estat.

### Influència i contribucions a l'islam
Àïxa és coneguda per ser la dona més erudita dels seus temps. En ser l'esposa favorita de Muhàmmad, va ocupar un lloc molt important a la seva vida. Quan Muhàmmad es va casar amb Àïxa a la seva joventut aquesta era accessible «als valors necessaris per a dirigir i influenciar a la germanor de les dones musulmanes». Després de la mort de Muhàmmad, Àïxa es va descobrir a si mateixa com una font important de hadits, a causa de la seva gran intel·ligència i memòria. Va saber transmetre les idees que expressen la pràctica del profeta Muhàmmad (sunna). Fou un model a seguir per a totes les dones musulmanes, un model d'esforç per a obtenir el canvi social.
Àïxa va tenir un paper clau en l'aparició de l'islam i va jugar una posició activa a la reforma social de la cultura islàmica. No només era el suport de Muhàmmad, sinó que va aportar intel·ligència acadèmica al desenvolupament de l'islam. Àïxa era coneguda per la seva «experiència en l'Alcorà, els drets d'herència, els assumptes legals i il·legals, la poesia, la literatura àrab, la genealogia i la medicina general». Es va encarregar de fer que les paraules de l'islam fossin transcrites sobre el paper, convertint-se oficialment en la història de l'islam. Després de la mort de Muhàmmad, Àïxa fou considerada com la font més fiable de hadit.
Com Àïxa va ser l'esposa favorita de Muhàmmad i la seva companya més propera, poc després de quedar vídua, la comunitat musulmana va començar a fer-li consultes sobre les pràctiques de Muhàmmad. Sovint, era sol·licitada per a solucionar discussions i diverses qüestions de dret. Urwa, nebot d'Àïxa, va explicar que tenia un ampli coneixement de la llei Islàmica. Era sol·licitada, de forma freqüent, per informar i assessorar sobre temes d'herències, ja que posseïa amplis coneixements de l'Alcorà. Fou una persona amb una gran capacitat política i molt influent per la seva època.
Durant tota la seva vida va ser una ferma defensora de l'educació de les dones musulmanes. Va fer una especial incidència amb els ensenyaments legals i de l'Alcorà. Fou la primera dels musulmans a establir una madrassa per a les dones a casa seva. Entre molts altres assistents, s'hi ensenyava als nens orfes. Els homes també assistien a les classes d'Àïxa, amb una cortina que separava els homes de les dones.

### Influència política
Àïxa va esdevenir una figura molt influent durant els inicis de l'islam i després de la mort del seu marit. Encara que Muhàmmad havia ordenat que les seves dones romanguessin a la llar, Àïxa (després de la mort de Muhàmmad) va tenir un gran paper públic i polític.
Després de la derrota de la batalla del Camell, Àïxa es va retirar a Medina i es va dedicar a l'ensenyament. Després d'arribar a Medina, Àïxa es va retirar del seu paper de la política pública. El seu abandonament de la política pública, no obstant, no va fer que deixés de ser un personatge amb una important influència política. En privat, Àïxa va continuar influenciant els secrets de l'esfera política islàmica. Dins de la comunitat musulmana, fou coneguda com una dona intel·ligent que era capaç de debatre la llei amb el més erudit dels seus companys masculins. Durant els dos últims anys de la seva vida, Àïxa va passar gran part del seu temps explicant històries sobre Muhàmmad, amb l'esperança de corregir passatges falsos que s'havien tornat influents en la formulació de la llei islàmica.

## Mort
Àïxa va morir, després d'una llarga malaltia, a la seva casa de Medina el 16 de juliol de l'any 678, durant el període del ramadà. Llavors era una anciana que comptava amb 64 anys. El company de Muhàmmad, Abu-Hurayra, va dirigir el seu funeral després de la pregària de la nit, i fou enterrada al cementiri de Jannat al-Baqi.